# Далтон Трамбо
Далтон Трамбо (англ. Dalton Trumbo; 9 грудня 1905 — 10 вересня 1976) — американський сценарист і письменник, один із Голлівудської десятки кінематографістів, що постали в 1947 році перед Комісією з розслідування антиамериканської діяльності.

## Біографія
Трамбо народився в Монтроуз, Колорадо. Під час навчання в школі працював у місцевій газеті репортером, висвітлюючи діяльність різних громадських організацій, включаючи школи і суди. В Університеті Колорадо він продовжує займатися журналістикою. Свою професійну кар'єру почав з співпраці з журналом Vogue. Перший опублікований твір, «Затемнення», було написано в жанрі соцреалізму і розповідало про життя простих людей в провінційному містечку штату Колорадо. Працювати в кінематографі Далтон Трамбо почав в 1936 році, але вже на початку 1940-х він був одним з провідних і високооплачуваних авторів Голлівуду, і навіть встиг відзначитися номінацією на премію «Оскар» у 1940 році.
Антивоєнний роман Трамбо «Джону дали зброю» виграв в 1939 році Національну літературну премію. Ідея написати подібну книгу народилася з прочитаного їм статті про солдата, покаліченою на фронтах Першої світової війни.

### Причетність до комунізму
Трамбо зблизився з Комуністичною партією США ще до 1940-х (але офіційно вступає в партію лише в 1943 році).

### Чорний список

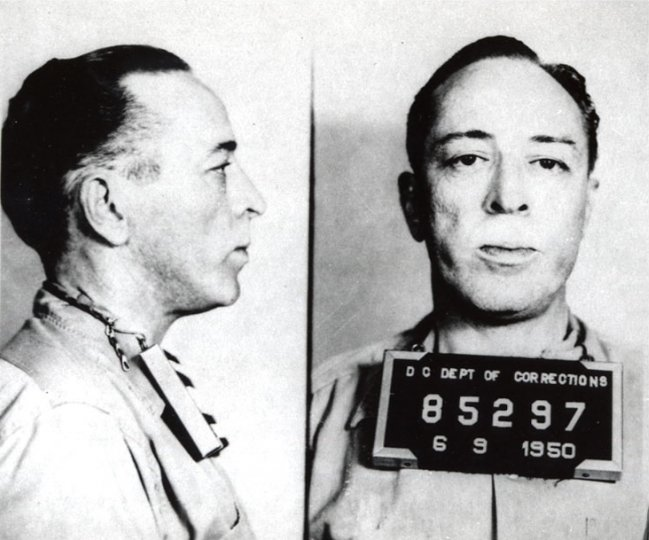
Трамбо при надходженні для відбуття терміну, FCI Ashland, 9 червня 1950

У 1947 році Трамбо, поряд з дев'ятьма іншими сценаристами і режисерами, постав перед судом як один з основних свідків у справах Комісії. Трамбо відмовився дати інформацію, що порахували неповагою до Конгресу, в результаті чого його ім'я занесли в чорний список, і в 1950 році він провів 11 місяців у федеральній в'язниці Ашленді, штаті Кентуккі.
Після того, як Трамбо виявився в чорному списку, деякі голлівудські актори і режисери, зокрема, Еліа Казан і Кліффорд Одетса, погодилися свідчити і назвати Конгресу імена людей, які співпрацювали з комуністичною партією. Багато з тих, хто свідчив, були негайно піддані остракізму й осуду їх колишніми друзями і колегами. Однак Трамбо завжди стверджував, що ті, хто свідчив під тиском Комісії та кіностудій, були такими ж жертвами «Червоної паніки», як і він сам.

### Продовження кар'єри
Після тюремного ув'язнення Трамбо разом з сім'єю перебирається в Мексику. Там він продовжує писати, проте з цього моменту змушений користуватися псевдонімами. Зокрема, в 1956 році фільм «Відважний» отримує премію Оскар за кращий сценарій, який був їм написаний під псевдонімом «Роберт Річ».
За підтримки Отто Премінгер Трамбо отримує замовлення на написання сценарію фільму «Вихід». Відразу після цього Кірк Дуглас зміг домогтися для нього дозволу працювати над фільмом «Спартак». Все це послужило завершенням «цькування», Трамбо був відновлений в Гільдії Авторів Америки, Захід. Творам, написаним під псевдонімами, повертається справжнє ім'я автора, а в 1993 році Далтона Трамбо посмертно нагороджують премією Оскар за сценарій фільму «Римські канікули», яка до цього моменту формально належала іншій людині — його товаришеві Яну Мак-Леллану Хантеру, згодом також внесеного в чорні списки.
У 1971 році Далтон Трамбо знімає фільм «Джону дали зброю», який є адаптацією його ж власного літературного твору.
Одна з його останніх кіноробіт — «Привести у виконання», заснована на різних теоріях змови про вбивство Джона Кеннеді. Прикладом глибокого аналізу політичного життя також служить публіцистичний твір «Диявол в книзі», присвячене Акту Сміта.
Далтон Трамбо помер в результаті серцевого нападу в Лос-Анджелесі у віці 70 років.
У 2007 році в місті Гранд-Джанкшн, штат Колорадо, був відкритий пам'ятник Далтону Трамбо.
Про Далтон Трамбо зняті кілька біографічних фільмів. У тому числі фільм 2015 року «Трамбо», головну роль в якому виконав Брайан Кренстон. Гра Кренстона удостоїлася номінації на премію «Оскар» за кращу чоловічу роль.

## Твори

### Сценарії
неповний список
- 1938 — Співайте всі / Everybody Sing
- 1940 — Кітті Фоїл: Справжня історія жінки / Kitty Foyle: The Natural History of a Woman
- 1942 — Я одружився з відьмою / I Married a Witch
- 1943 — Хлопець на ім'я Джо / A Guy Named Joe
- 1944 — Тридцять секунд над Токіо / Thirty Seconds Over Tokyo
- 1945 — У нас росте ніжний виноград / Our Vines Have Tender Grapes
- 1947 — Гангстер / Gangster, The
- 1950 — Божевільна зброя / Deadly Is the Female
- 1950 — Ракета X-М / Rocketship XM
- 1951 — Злодій / The Prowler
- 1953 — Римські канікули / Roman Holiday
- 1954 — Стрибок / Carnival Story
- 1955 — Трибунал Біллі Мітчелла / Court-Martial of Billy Mitchell, The
- 1956 — Відважний / Brave One, The
- 1957 — Зеленоока блондинка / Green-Eyed Blonde, The
- 1958 — Відчайдушний ковбой / Cowboy
- 1959 — Кар'єра / Career
- 1960 — Спартак / Spartacus
- 1960 — Вихід / Exodus
- 1962 — Самотні відважні / Lonely Are the Brave
- 1965 — Кулик / Sandpiper, The
- 1966 — Гаваї / Hawaii
- 1968 — Посередник / Fixer, The
- 1971 — Вершники / Horsemen, The
- 1971 — Джону дали зброю / Johnny Got His Gun
- 1973 — Привести у виконання / Executive Action
- 1973 — Метелик / Papillon
- 1989 — Завжди / Always

### Режисура
- 1971 — Джону дали зброю / Johnny Got His Gun

### Публіцистика
- 1941 — Гаррі Бріджес / Harry Bridges
- 1949 — Перерва гадини / The Time Out of the Toad
- 1956 — Диявол в книзі / The Devil in the Book
- 1970 — Листи Далтона Трамбо, 1943—1962 / Additional Dialogue: Letters of Dalton Trumbo, 1942-62

## Нагороди
- 1953, «Оскар» — Кращий сценарій ігрового фільму («Римські канікули»)
- 1957, «Оскар» — Кращий сценарій ігрового фільму («Відважний»)
- 1971, Каннський кінофестиваль — Гран-прі і приз ФІПРЕССІ («Джону дали зброю»)